# Madison (Wirginia Zachodnia)
Madison – miasto w Stanach Zjednoczonych, w stanie Wirginia Zachodnia, w hrabstwie Boone.